# گلادیس ریس
گلادیس ریس (به انگلیسی: Gladys Reyes)با نام کامل گلادیس ریس روکساس-سامروکس (به انگلیسی: Gladys Reyes Roxas-Sommereux) (زاده ۲۳ ژوئن ۱۹۷۸) بازیگر فیلیپینی است.
از فیلم‌های معروف او می‌توان به بازی در فیلم مرگ زیبا اشاره کرد.